# Alluaudiopsis
Alluaudiopsis Humbert & Choux, 1934 è un genere di piante della famiglia Didiereaceae, endemico del Madagascar.

## Tassonomia
Il genere comprende 2 specie:
- Alluaudiopsis fiherensis Humbert & Choux, 1934
- Alluaudiopsis marnieriana Rauh, 1961